# 樂山堂琴譜
《樂山堂琴譜》古琴譜，清道光十三年，陳梅鼎。

## 琴譜介紹
這是清道光間的一個精鈔本，是山西人陳梅鼎（古香）於癸巳，交陳鈺書鈔，除序文與指法包括琴學須知註解之外，計共鈔十二曲。拘序稱皆《徽言秘旨》及《大還閣》所傳，實則另有一二其他傳譜，計有《復聖操》（有詞）、《平沙落雁》、《漁樵問答》（附詞）、《良霄引》、《夏峰歌》（附詞）、《陽關三疊》（附詞）、《醉翁吟》（旁詞）、《靜觀吟》、《陋室銘》（旁詞）、《極樂吟》（柳詞六句）、《普庵咒》（旁詞）、《歸來曲》。書無重大要點。